# Atractus micheleae
Atractus micheleae är en ormart som beskrevs av Esqueda och La Marca 2005. Atractus micheleae ingår i släktet Atractus och familjen snokar.
Artens utbredningsområde är Venezuela. Inga underarter finns listade.
Artepitet i det vetenskapliga namnet hedrar Michele Ataroff som fångade individen som användes för den vetenskapliga beskrivningen (holotyp). Honor lägger ägg.